# 布尔巴别墅

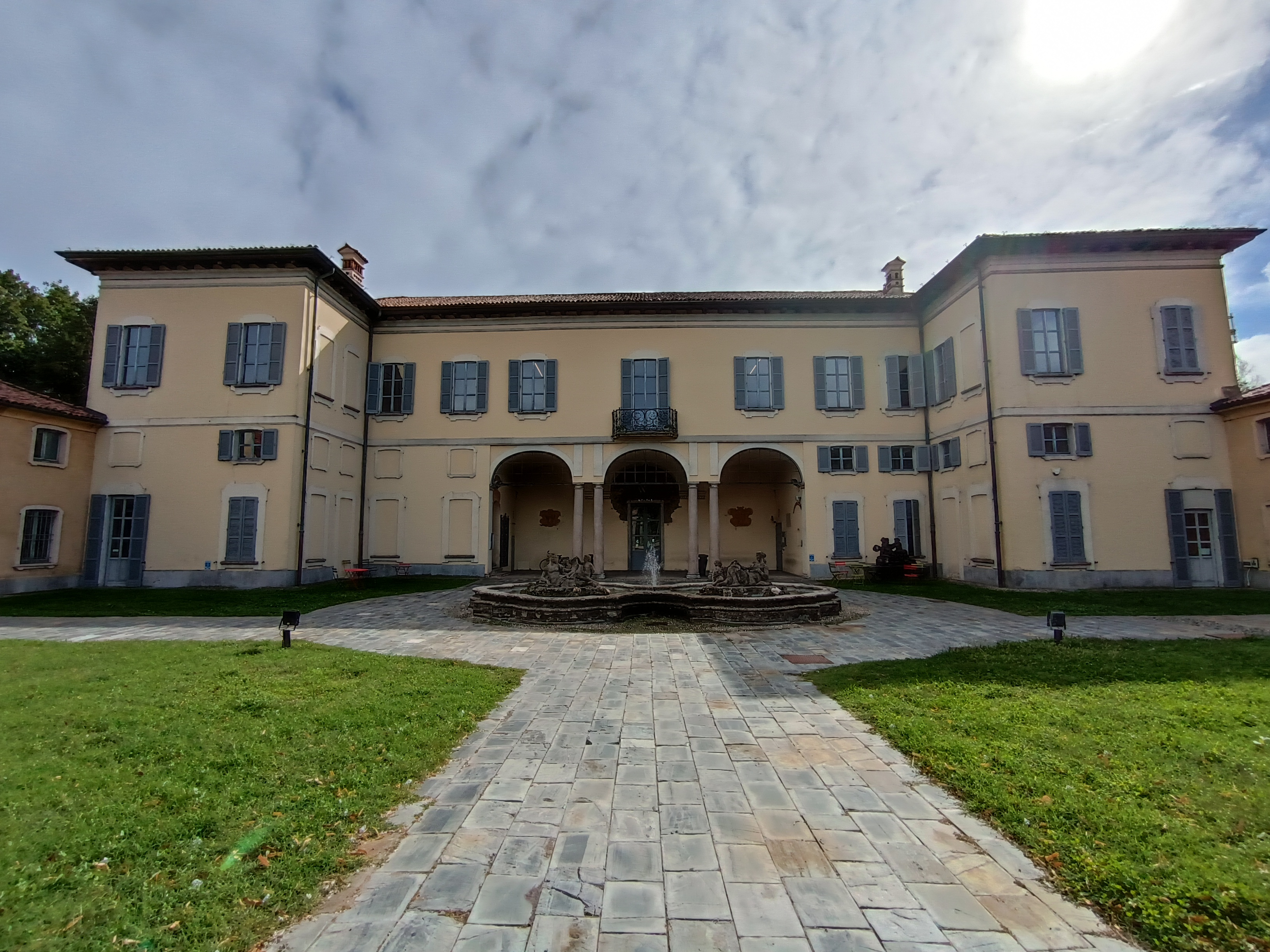
布尔巴别墅

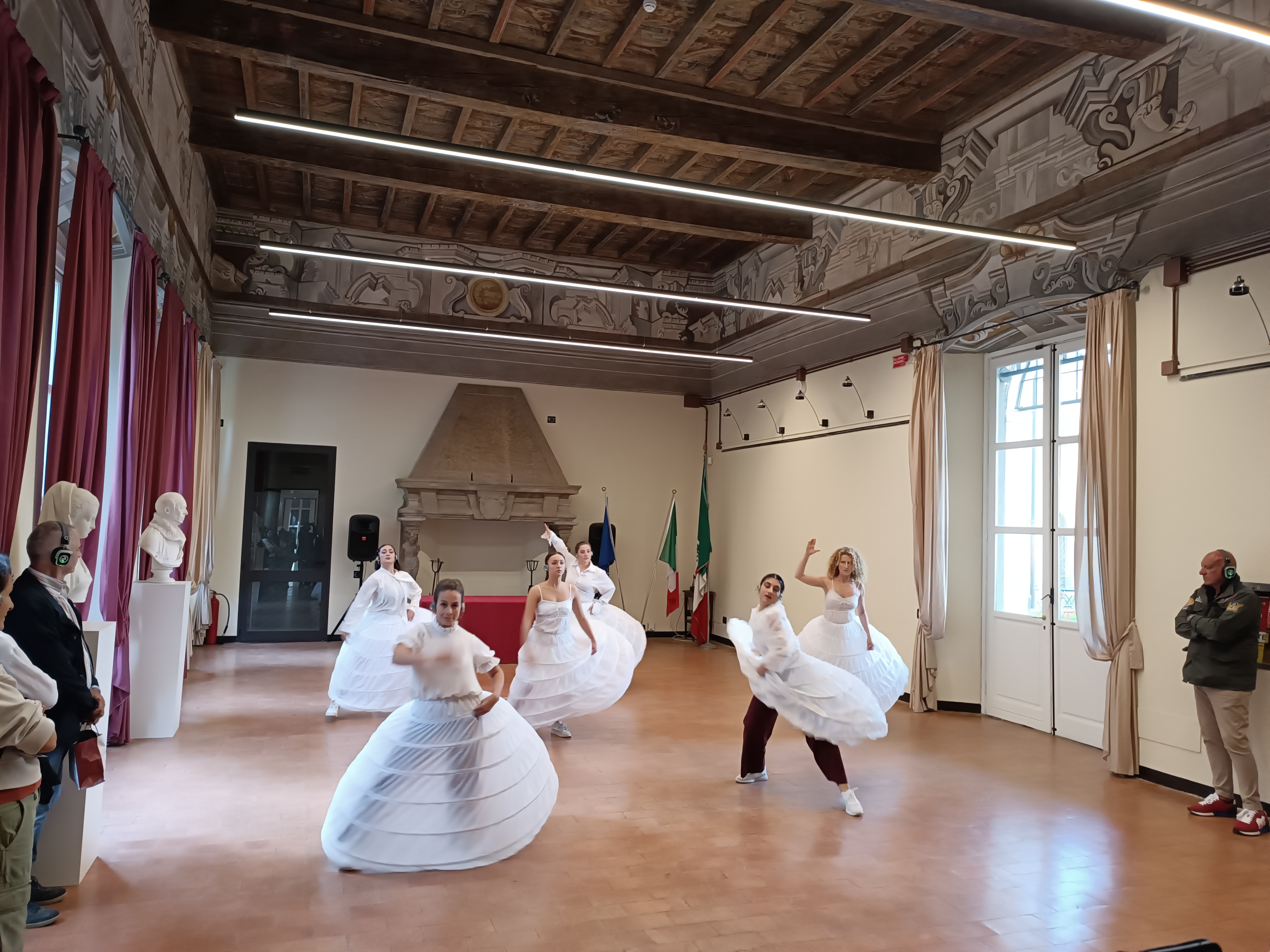
别墅主厅

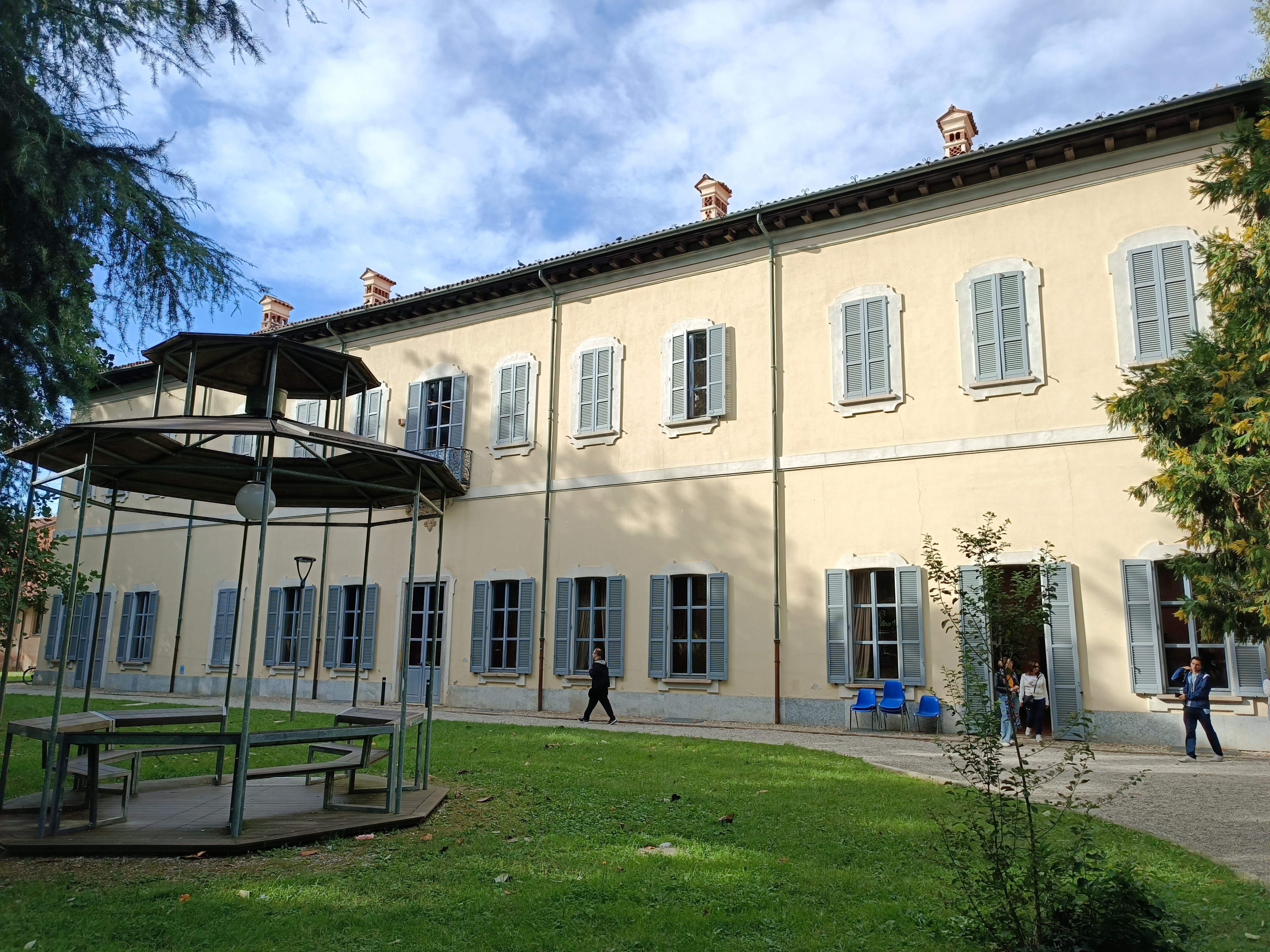
别墅背面与花园

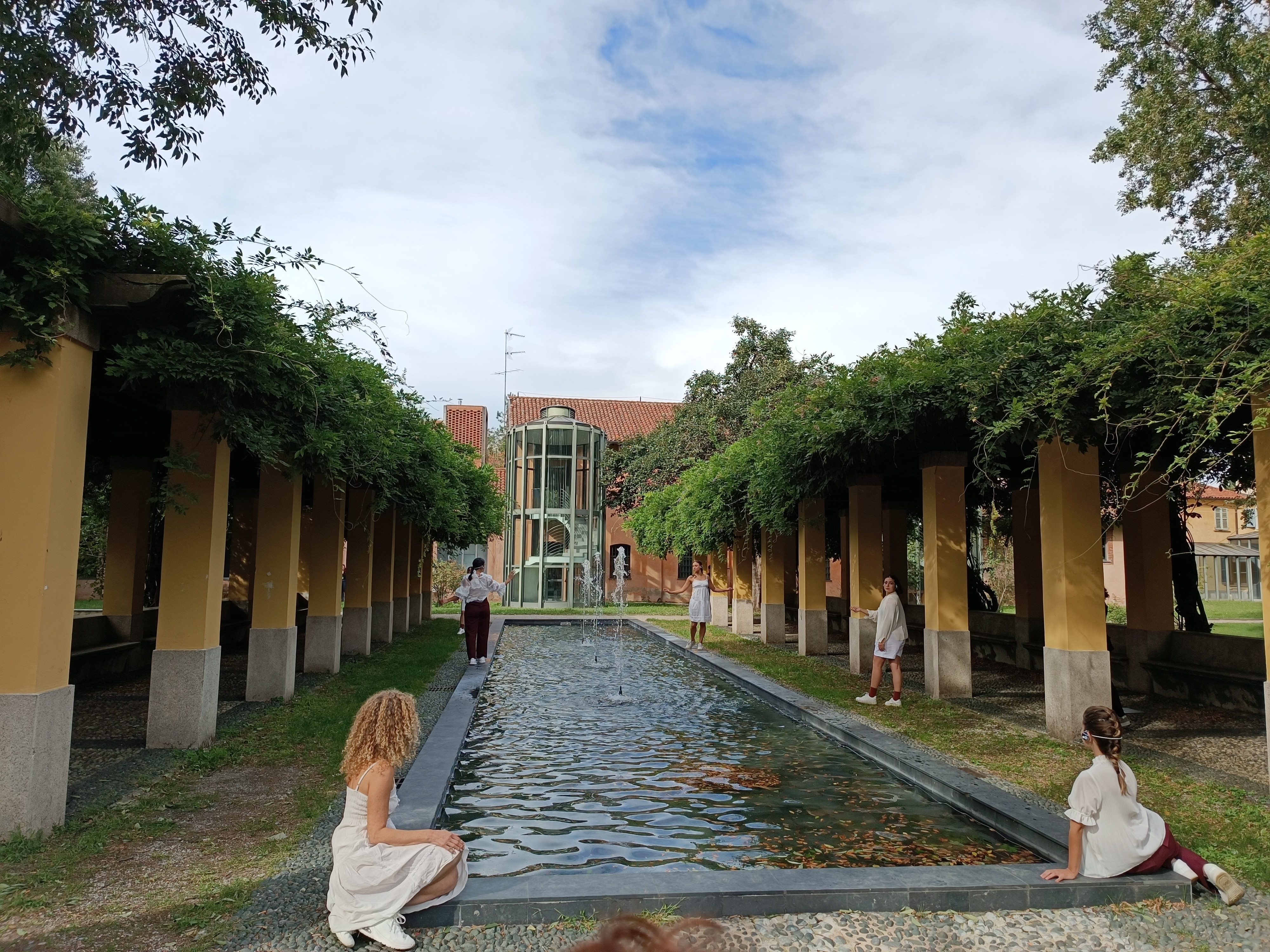
带有花岗岩长椅的喷泉

布尔巴别墅（意大利语：Villa Burba），又名布尔巴·科尔纳贾·梅迪奇别墅（Villa Burba Cornaggia Medici），是一处位于意大利伦巴第大区米兰省雷诺镇（Rho）的17世纪历史别墅与花园综合体。别墅的建成年代（1665年）刻于主大厅的壁炉上。它最初作为米兰贵族的乡村庄园而建，1873年由科尔纳贾·梅迪奇家族（Cornaggia Medici）购入。

## 历史
布尔巴别墅的历史可追溯至17世纪下半叶，其建造背景是当时米兰周边乡村逐渐成为贵族兴建别墅与庄园的理想地点。尽管早期的业主身份尚不明确，该别墅从一开始便具备农业管理与季节性休闲的双重功能，延续了典型的伦巴第乡村别墅传统。
18世纪至19世纪初，别墅经历了数次易主与内部改造。1873年，米兰贵族科尔纳贾·梅迪奇家族购入该地产，并将其作为私人宅邸长期保有，保存了建筑原有的巴洛克特色，直至20世纪初。
20世纪中叶，别墅经历一段衰退期，并部分被闲置。随后，雷诺市政府收购了该建筑群，并于20世纪下半叶陆续开展修复工程，对主楼与附属建筑进行保护与再利用。至1990年代末，别墅部分区域被改造为公共文化空间，包括图书馆、展览厅与教育活动场所。

## 建筑与景观
布尔巴别墅是伦巴第巴洛克风格的典型代表，主体建筑呈U形布局，正中央设有由三道拱门与成对立柱构成的柱廊，搭配装饰性锻铁阳台、栏杆与大门。建筑群还包括一座小教堂、谷仓与马厩等附属设施，现已修复。
别墅旁设有一座历史花园，采用巴洛克传统设计，园中分布着规整的步道系统与多种稀有、具有历史价值的植物。该花园因其景观与植物多样性而受到认可，并于2019年被纳入意大利“历史花园网络”（ReGIS – Rete dei Giardini Storici）。花园每年按季节向公众开放。

## 当代用途
如今，布尔巴别墅由雷诺市政府拥有与管理。别墅右翼设有市立图书馆，中部与左翼及附属建筑用于承办展览、文化活动与社区项目，是雷诺地区的重要公共文化中心。